# Carila
Carila (Χάριλα), personaje de la mitología griega, daba nombre a una fiesta religiosa consistente en un sacrificio de expiación celebrado en Delfos cada ocho años.

## Carila en las fuentes
Plutarco, en su XII Cuestión Griega, narra la leyenda de Carila:

La sequía de Delfos había provocado una gran carencia, los habitantes acudían en masa al palacio del rey con las mujeres y los niños para pedirle comida. el rey hizo repartir harina y verduras a los que conocía más, pues no tenía suficientes alimentos para atender a todos. Una joven huérfana se presentó pidiendo el pan con insistencia. El rey, con impaciencia, le tiró su sandalia a la cara. La muchacha que en su pobreza había conservado nobles sentimientos, se retiró rápidamente y se ahorcó con su cinturón. Como la necesidad seguía creciendo y llegaban también las enfermedades epidémicas, el rey consultó al oráculo. Éste le contestó que necesario aplacar el ánimo de Carila, que se había suicidado. Con dolor se descubrió que era la joven maltratada por el monarca. Entonces se instituyó un sacrificio de expiación que aún hoy se celebra cada ocho años. Lo preside el rey, que reparte harina y verduras a todo aquel que se presenta, ciudadanos o extranjeros, también hay una figura que representa a Carila, y cuando se termina el reparto, el rey la golpea con su sandalia. Entonces la Tíade más importante la coge, la lleva a un precipicio, donde fue sepultada Carila, y entierra su imagen con una cuerda al cuello.

## Interpretación del rito
Los historiadores de las religiones están de acuerdo en ver en esta descripción una fiesta agrícola.

Tanto en la Grecia homérica como en el mundo oriental y entre los etruscos, el rey era le padre "que alimentaba al pueblo", mediante su administración o mediante poderes mágicos. Así se explica el reparto de la comida.

Carila golpeada por una sandalia y luego ahorcada es, sin duda, una divinidad de la Tierra.
Charles Picard ha subrayado el aspecto agrícola de los ritos de ahorcamiento:
Fedra, Artemisa, Helena y Erígone, colgadas de los árboles o sentadas en los columpios, representan ritos de la fecundidad y entre ellas ha de ser incluida Carila.